# Jimolóstnoie
Jimolóstnoie - Жимолостное (rus) - és un poble de l'óblast de Bélgorod, a Rússia. El 2010 tenia 50 habitants. Pertany al districte (raion) de Prókhorovka.